# Olaus Rudbeck il Giovane
Olaus Rudbeck il Giovane (Uppsala, 15 marzo 1660 – 23 marzo 1740) è stato un esploratore e scienziato svedese, figlio di Olaus Rudbeck il Vecchio, successe al padre come professore di medicina all’Università di Uppsala.
Il giovane Rudbeck fu un abile botanico e ornitologo, e conseguì la sua laurea in medicina a Utrecht, nel 1690. Si trasferì in Lapponia nel 1695, per partecipare ad una spedizione commissionata dal Re con l'obiettivo di studiare la natura, e in particolare le montagne. Tornò con un album pieno di meravigliosi ritratti di uccelli, fiori e paesaggi, per i quali è meglio ricordato.
All'inizio del diciottesimo secolo, il giovane Rudbeck spostò la sua attenzione dagli studi naturali ad alcune speculazioni riguardo alla relazione tra le lingue sami e l'ebraico. Fu nominato nobile nel 1719. Un suo studente, il botanico Linneo (1707-1778), diede il nome Rudbeckia ad un genere di fiori in onore suo e del padre.
Sua sorella, Wendela, sposò Peter Olai Nobelius, e dalla loro discendenza nacque Alfred Nobel, fondatore del Premio Nobel.